# Thomas Parker (feltaláló)
Thomas Parker (Coalbrookdale, 1843. december 22. – Ironbridge, 1915. december 5.) angol villamosmérnök, feltaláló és iparos. A villanyautó (elektromos autó) feltalálója. Szabadalmaztatta az ólom-akkumulátort és a dinamót. Úttörője volt a közúti villamos (vasút) és a villanyvilágítás-gyártáshoz szükséges berendezések elkészítésének. Felfedezte a füstmentes tüzelőanyagot, a Coalite-t. Villamosenergia-elosztó vállalatot alapított.
Lord Kelvin az ismert fizikus, matematikus szerint Parker "Európa Edisonja".

## Életrajza

### Korai évek
Shropshire megyében született Coalbrookdale faluban. Édesapja, Thomas Wheatley Parker vasöntő volt coalbrookdale-i vasgyárban. Parker a helyi kvéker ipari iskolába járt, majd ő is a vasgyárban kezdett dolgozni édesapja mellett vasöntőként. Részt vett az 1862-es londoni nemzetközi kiállításon, ahol a Coalbrookdale Vállalat egyik képviselője volt. Itt ismerkedett meg az elektromos távíró és a savas akkumulátor technológiájával.
Később Birminghambe költözött, hogy vasipari ismereteit bővítse, szakmai tapasztalatokat szerezzen. 1866-ban Potteries kerületbe (Stoke-on-Trent) költözött, itt vette feleségül Jane Gibbonst. Kémiai ismereteit Henry Enfield Roscoe vegyész előadásain bővítette Manchesterben.
1867-ben feleségével visszaköltöztek Coalbrookdale-be, eleinte művezetőként dolgozott, majd a galvanizáló osztályon kapott feladatokat.

### Feltaláló és fejlesztő
Parker első találmányát a coalbrookdale-i gépésszel, Philip Westonnal együtt fejlesztette ki 1876-ban. Parker és Weston gőzszivattyúját kizárólag a Coalbrookdale Vállalat gyártotta, és kitüntetést érdemelt ki az 1885-ös nemzetközi találmányok kiállításon.
1882 júniusában Parker és Paul Bedford Elwell szabadalmat adott be a dinamó és az elektromos világítás fejlesztésére.

### Elwell–Parker Vállalat
Parker és Elwell találmányuk fejlesztése érdekében közös üzleti kapcsolatot indítottak Wolverhamptonban. Itt volt az Elwell család lópatkó-, lószerszám- és szegkészítő gyára. A gyár berendezései alkalmasak voltak ólomakkumulátorok és dinamók gyártására is. 1883-ban fejlesztették ki és üzemelték be a közeli szénbányában a dinamóval és akkumulátorokkal működtetett elektromos világítást. Itt használtak a világon először elektromos világítást a föld alatt.

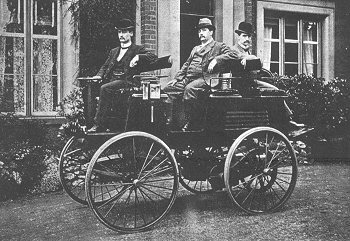
Parker egyik elektromos autója Tettenhallban Parker középen
Fotó 1895 körül

A vállalkozásuk töretlenül fejlődött, 1885-ben a blackpooli közúti villamos üzemeltetéséhez szállítottak elektromos alkatrészeket, dinamókat, akkumulátorokat. Itt volt Anglia első villamosvonala.
1884 és 1887 között Parker és Elwell több általuk kifejlesztett elektromos berendezésre kértek szabadalmi jogot. Ők tesztelték először a birminghami villamosok akkumulátorait. Több elektromos árammal működő berendezést készítettek, és az elektromos autó prototípusát is megépítették.
Töretlenül fejlődött a vállalat, felvásárolt több kisebb, hasonló berendezéseket gyártó céget, és 1889-ben Electric Construction Corporation néven szindikátust alapított beolvasztva az Elwell–Parker Társaságot is. Egy új gyárat építettek 1893-ban Bushburyben, ahol Parker üzemvezetői szerepet kapott. Ugyanebben az évben az amerikai Clevelandben fióktelepet hoztak létre. 1892-ben több angliai várostól is megbízást kapott, hogy tervezze meg és kivitelezze a városok elektromos ellátását biztosító nagyfeszültségű egyenáramú villamosenergia-elosztó rendszerét. Oxford, Birmingham, Chelsea, Sydenham, Shoreditch városokban végzett sikeres munkái nyomán 1897-ben Midland Electric Corporation néven egy másik vállalatot alapított, amely a világon az első volt az elektromos energia fogyasztói elosztása terén.

### Londoni évek
Parker 1899-ben Londonba költözött, ahol a Metropolitan Railway társaság szaktanácsadója lett, és a földalatti vasút (Metro) villamosításával foglalkozott. Ehhez a nagyszabású tervhez kapcsolódott az 1904-ben átadott Neasden Erőmű, amely a Metro áramellátását biztosította.
Alapszakmájához igazodva 1904-ben kifejlesztett egy füstmentes tüzelőanyagot, Coalite néven terjedt el, és 1936-ban a káros füstcsökkentést támogató társaság posztumusz aranyéremmel jutalmazta.

### Nyugdíjas évek
1908-ban visszavonult Ironbridge-be, ahol megvásárolta a Severn Házat. Otthonában volt laboratórium és műhely, és Coalbrookdale-ban előadásokat tartott a villamosság és elektromosság tárgyköréből. 
1910-ben fiával, Charlesszal közös vállalatot alapított, a Court Works Ltd-et.
1915-ben, 71 éves korában agydaganatban halt meg, Ironbridge közelében temették el a madeley-i Szent Mihály-templomban.

## Fordítás
Ez a szócikk részben vagy egészben  a   Thomas Parker (inventor) című angol Wikipédia-szócikk ezen változatának fordításán alapul.  Az eredeti cikk szerkesztőit annak laptörténete sorolja fel. Ez a jelzés csupán a megfogalmazás eredetét és a szerzői jogokat jelzi, nem szolgál a cikkben szereplő információk forrásmegjelöléseként.